# Hult, Eksjö kommun

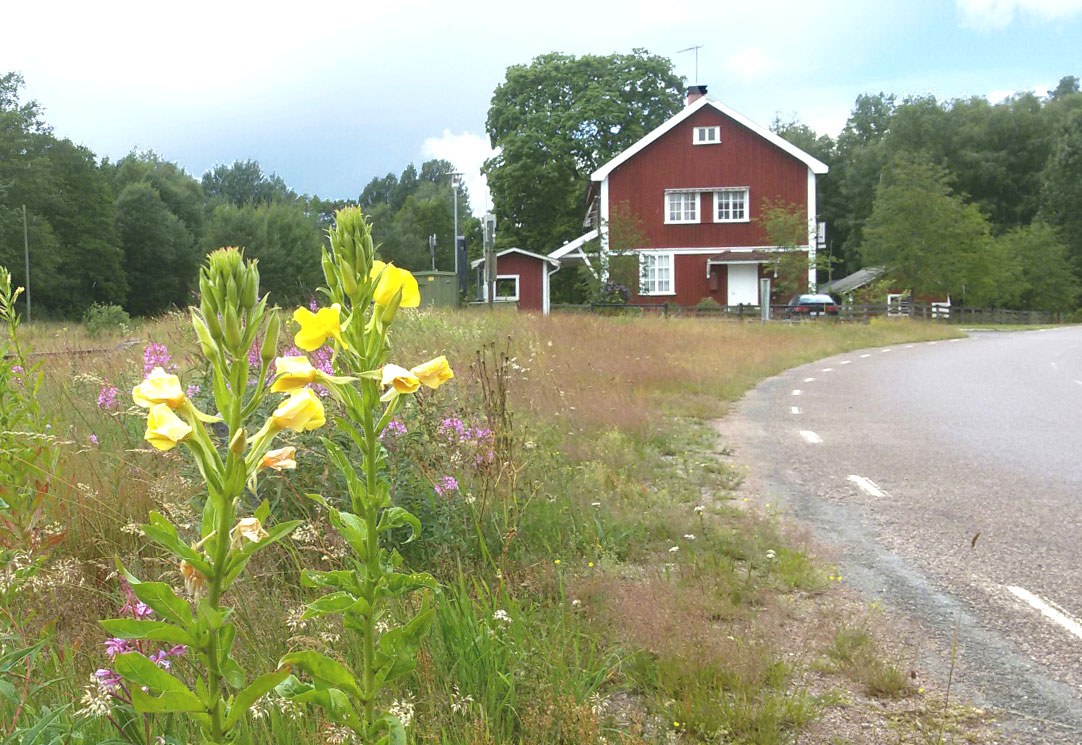
Gamla stationshuset i Hult.

Hult är en tätort i Eksjö kommun i Jönköpings län och kyrkort i Hults socken. Hult ligger ca 10 km öster om Eksjö. Rakt genom orten går riksväg 40 och järnvägen Nässjö-Oskarshamn.
Hult består av tre delar; norr om riksväg 40 ligger stationssamhället (byggt på byarna Bogårds och Björnstorps tidigare marker) och söder om riksvägen liiger Hults kyrkby med Hults kyrka samt skola, hembygdsgård, församlingshem och bostäder. Norr om stationssamhället, intill Försjön ligger Moväntaområdet med camping och en sjöstadsliknande bebyggelse. 
Hult ligger strax söder om naturfenomenet Skurugata och dess naturreservat och söder om friluftsgården Klinten varikring ytterligare ett naturreservat är bildat. Söder om stationssamhället breder ett större sjölandskap ut sig med Kyrkesjön, Skedesjön och Mycklaflon (som har farbar förbindelse med varandra) samt Solgen.

## Service och infrastruktur
Vid Movänta strax norr om samhället finns en badplats med camping och restaurang. 
I Hult finns en förskola och en grundskola (årskurs FK-6) med totalt ca 140 barn. Orten har också en livsmedelsaffär med medborgarkontor (filial till Emilkraften i Mariannelund).
Hult hade tidigare daglig persontågsförbindelse med Nässjö och Oskarshamn men trafiken lades ned i december 2014. Istället finns en expressbussliknande linje (nr 325) som binder samman Hult med Nässjö, Eksjö, Mariannelund, Vimmerby och Västervik. En lokal busslinje förbinder Hult med Eksjö och Mariannelund.
I Hult finns också elljusspår (skidspår läggs vid tillräckligt snödjup) och idrottsanläggning, Nytomtavallen, som sköts av lokala idrottsföreningen IFK Hult. I övriga föreningslivet märks en samhällsförening och en hembygdsförening.

## Historia
Tätorten Hult uppstod som ett stationssamhälle i samband med bygget av Nässjö-Oskarshamns järnväg under första halvan av 1870-talet, stationen i Hult uppfördes 1874. Järnvägsstationen anlades nära Smedhemsån på gränsen mellan de stora byarna Björnstorps och Bogårds marker.
Hult delas därför mitt itu av järnväg och av Smedhemsån som flyter mellan Försjön och Skedesjön. Mitt i Hult utvidgas ån till en damm med anor som kan vara medeltida. Smedhems/Bogårds kvarn vid dammfästet finns omnämnd i dokument från 1620-talet.
Stationssamhället Hult har genomlevt flera expansionsperioder vad gäller bebyggelsen, enligt Jönköpings länsmuseums genomlysning:
- 1910–20-talen: nya bostäder. Avstyckning av tomter gjordes årligen 1904-1928.
- 1940-talet: nya bostäder.
- 1960-talet och framåt: moderna villor byggs längs gatorna
- 1970-talet: den senaste expansionen med villabebyggelse

Tidigare fanns flera större och mindre arbetsplatser i Hult, till exempel två sågverk intill järnvägen med sammanlagt 75 anställda i slutet av 1940-talet. Ett nytt mejeri uppfördes år 1928. På 2020-talet återstår endast skolan som större arbetsplats. Hultskolan uppfördes i kyrkbyn 1914.

## Albert Engströms Hult
I Hult bodde konstnären och författaren Albert Engström under sin uppväxt. Här finns den sockenstuga och fattigstuga som Albert Engström berättar om i sina texter. Albert Engströmsgården, Hults sockens hembygdsgård där bland annat Albert Engströms föräldrahem finns bevarat, har även en friluftsscen där teatergruppen "Hultamatörerna" (bestående av ortsbor) årligen sedan slutet av 1950-talet framför de s.k. Engströmsspelen.
Arvet efter Albert Engström är också närvarande i tätortens gatunamn. Genomfartsleden (tidigare landsvägen) heter Albert Engströms väg. Flera av bostadsgatorna har namn från lokala karaktärer i Albert Engströms böcker:
- Mallas väg - efter Malla på mon, enligt Engströms beskrivning en färgstark och barsk kvinna[20]
- Monkens väg - en, enligt Engström, äldre man som levde i misär[20]
- Frickens väg - en verklig person, handlare i Hult som i Engströms berättelse fick namnet Trenck[21]
- Regentas väg - Regentan var föreståndare för fattigstugan[22]
- Johannes väg - en i Engströms historier speciell och frimodig karaktär, "Smålands starkaste karl" vid tiden för järnvägens byggande[23]

## Befolkningsutveckling
| Befolkningsutvecklingen i Hult 1940–2020                | Befolkningsutvecklingen i Hult 1940–2020 | Befolkningsutvecklingen i Hult 1940–2020 | Befolkningsutvecklingen i Hult 1940–2020 | Befolkningsutvecklingen i Hult 1940–2020 |
| ------------------------------------------------------- | ---------------------------------------- | ---------------------------------------- | ---------------------------------------- | ---------------------------------------- |
|                                                         |                                          |                                          |                                          |                                          |
| År                                                      |                                          |                                          | Folkmängd                                | Areal (ha)                               |
| 1940                                                    | 1940                                     |                                          | 276                                      | ##                                       |
| 1945                                                    | 1945                                     |                                          | 249                                      | ##                                       |
| 1950                                                    | 1950                                     |                                          | 301                                      | ##                                       |
| 1960                                                    | 1960                                     |                                          | 264                                      |                                          |
| 1965                                                    | 1965                                     |                                          | 313                                      |                                          |
| 1970                                                    | 1970                                     |                                          | 402                                      |                                          |
| 1975                                                    | 1975                                     |                                          | 485                                      |                                          |
| 1980                                                    | 1980                                     |                                          | 543                                      |                                          |
| 1990                                                    | 1990                                     |                                          | 544                                      | 52                                       |
| 1995                                                    | 1995                                     |                                          | 508                                      | 52                                       |
| 2000                                                    | 2000                                     |                                          | 483                                      | 52                                       |
| 2005                                                    | 2005                                     |                                          | 473                                      | 52                                       |
| 2010                                                    | 2010                                     |                                          | 455                                      | 52                                       |
| 2015                                                    | 2015                                     |                                          | 459                                      | 60                                       |
| 2020                                                    | 2020                                     |                                          | 430                                      | 60                                       |
| Anm.: ## Som tätort/befolkningsagglomeration 1920–1950. |                                          |                                          |                                          |                                          |

Kyrk- och skolbyn ingår inte i den av SCB avgränsade tätorten men har knappt 50 invånare (år 2025 att döma av antalet mantalsskrivna på gatuadresserna i byn).